# Volvo 66
Als Volvo 66 wurde von Oktober 1975 bis Dezember 1979 der DAF 66 produziert, nachdem Volvo die PKW-Sparte der niederländischen Firma DAF übernommen hatte.
Der Volvo 66 war ein Kleinwagen, der mit dem von DAF entwickelten stufenlosen Automatikgetriebe, der Variomatic, ausgestattet war. Das Modell wurde von Volvo leicht modifiziert. So hatte der Volvo 66 größere Stoßstangen als der von Sommer 1972 bis Mitte 1975 produzierte DAF 66. Auch hob Volvo die Verarbeitungsqualität.
Es gab ihn als zweitürige Limousine sowie als dreitürigen Kombi.
Die Fahrzeuge waren mit Vierzylinder-Reihenmotoren mit 1108 cm³ Hubraum und 45 PS (33 kW) Leistung oder mit einem Hubraum von 1289 cm³ und einer Leistung von 57 PS (42 kW) ausgestattet, die von Renault zugeliefert wurden.
Insgesamt wurden 106.137 Stück produziert. Nachfolger war der Volvo 343/345.

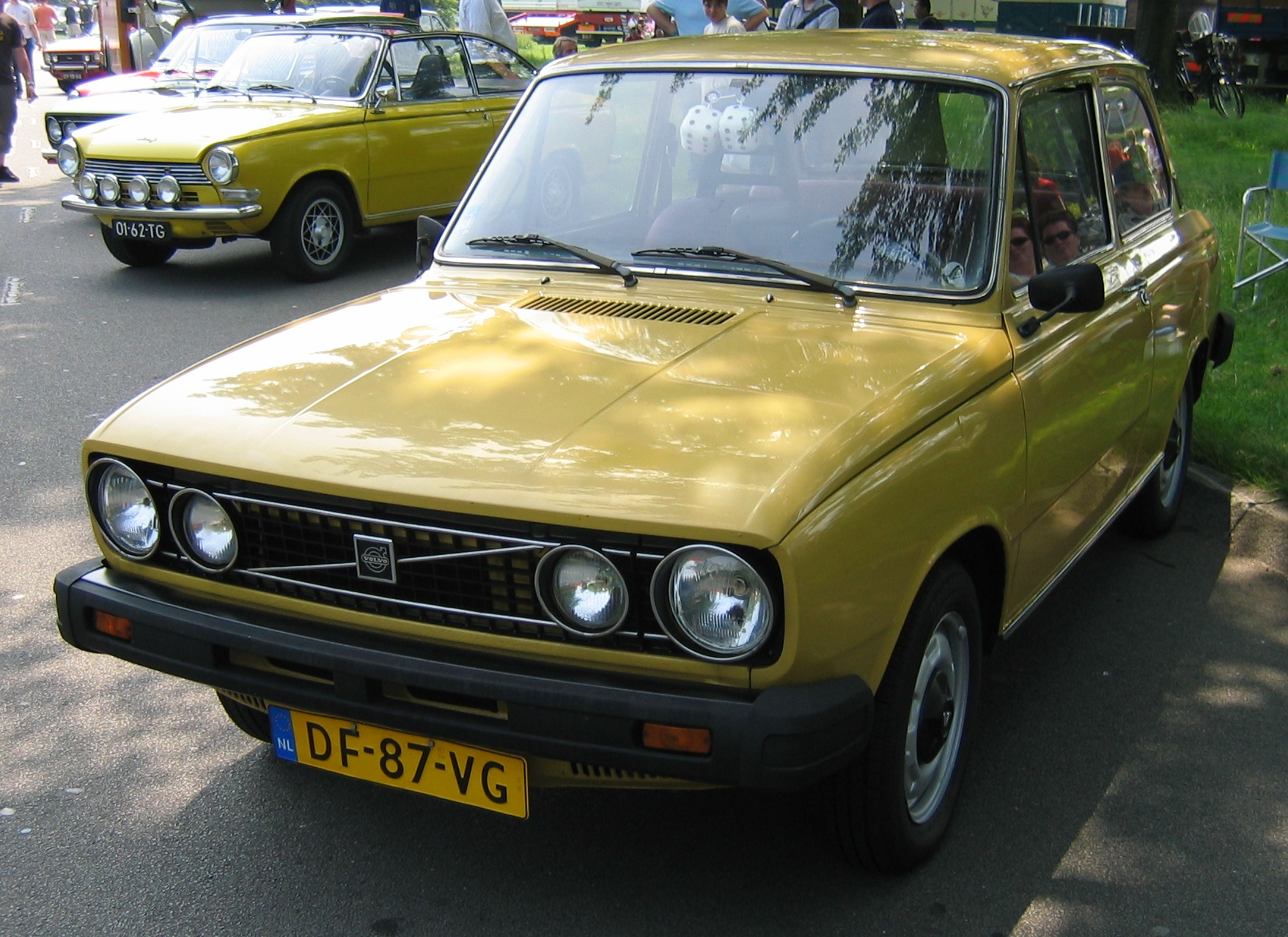
Volvo 66
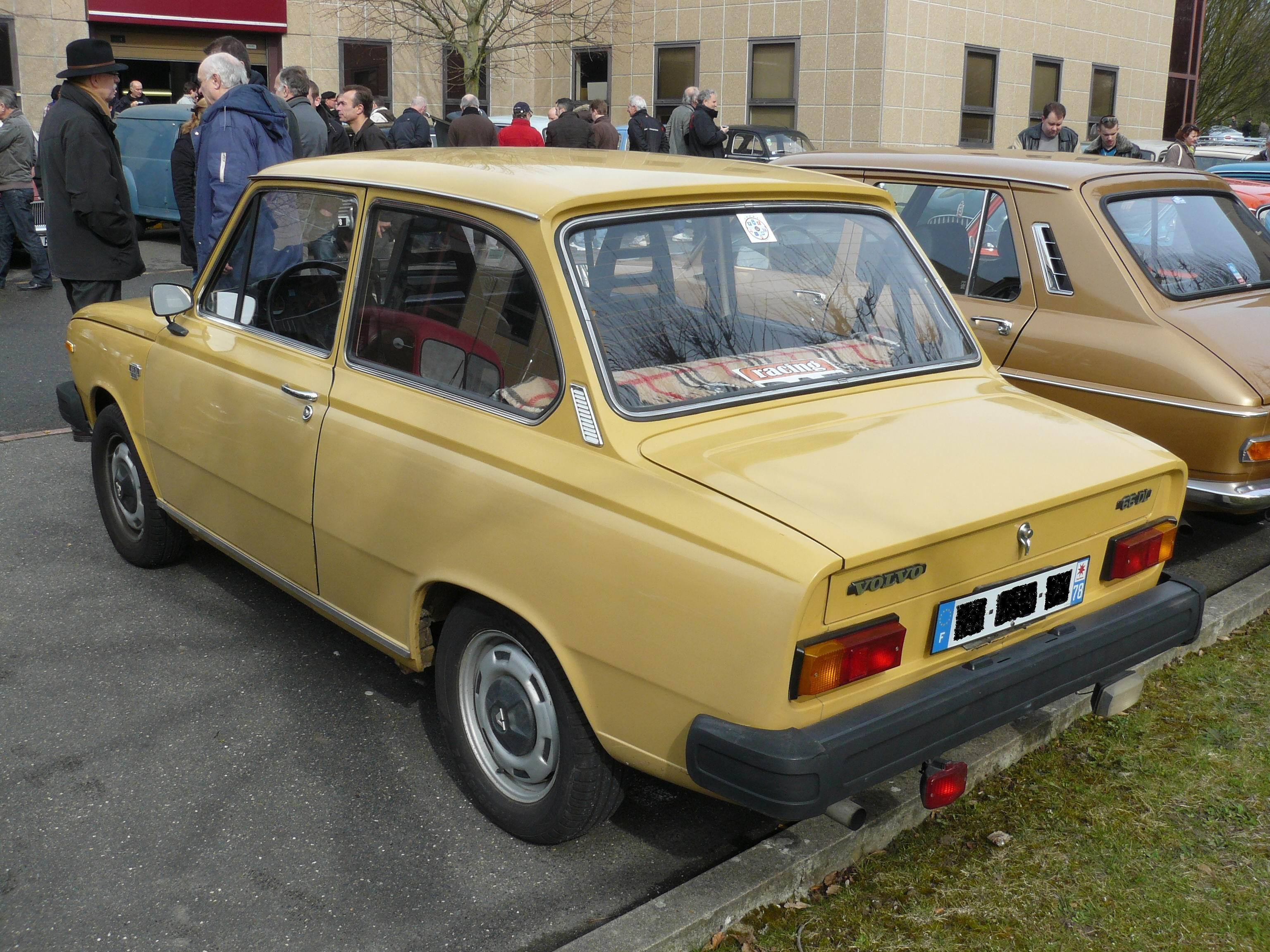
Heckansicht
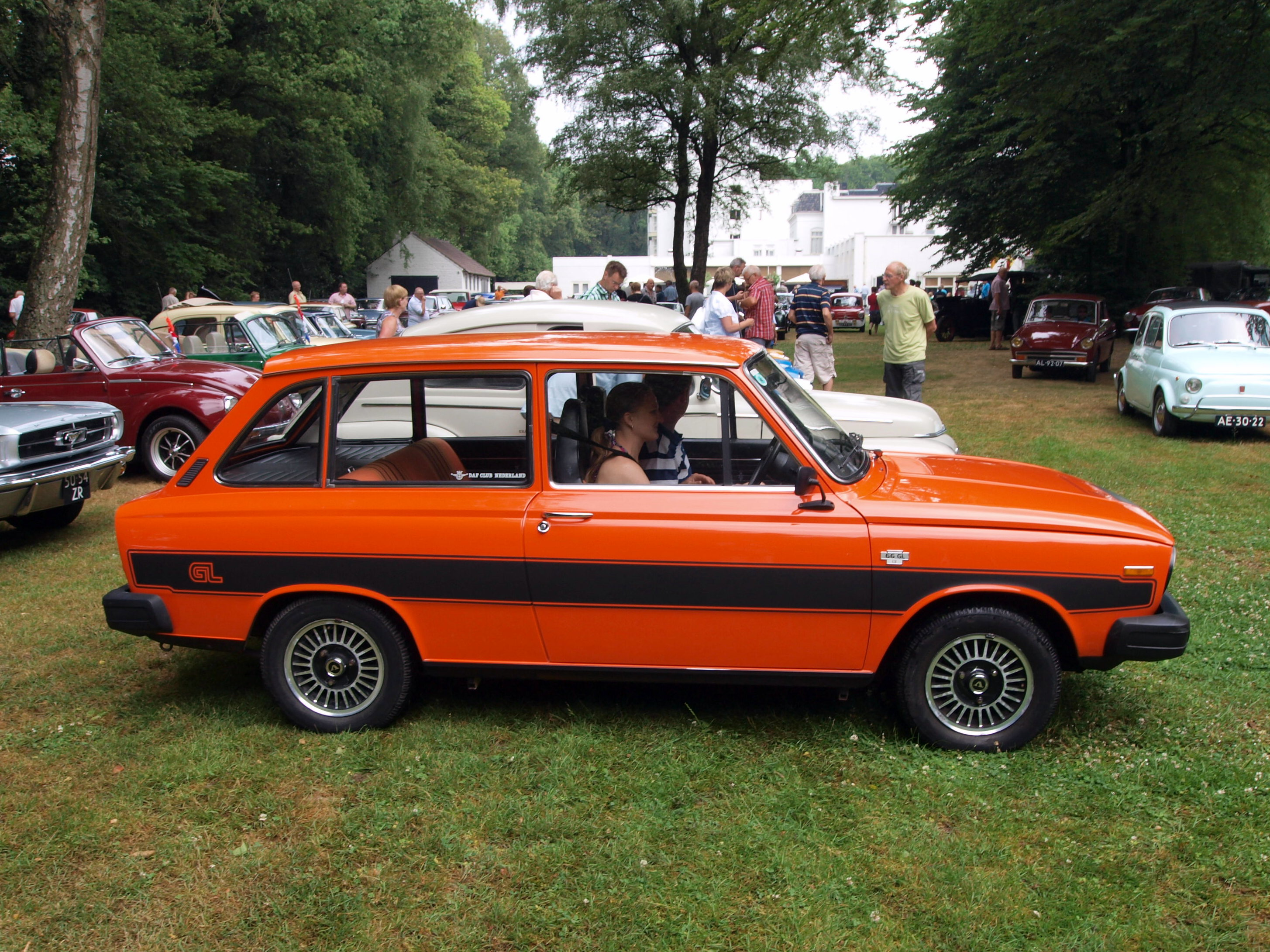
Volvo 66 Kombi

## Technische Daten
| Modell                | 1,1 l                      | 1,3 l                      |
| --------------------- | -------------------------- | -------------------------- |
| Hubraum               | 1108 cm³                   | 1289 cm³                   |
| Leistung              | 35 kW (47 PS) bei 5000/min | 42 kW (57 PS) bei 5200/min |
| Drehmoment            | 75 Nm bei 2700/min         | 94 Nm bei 2800/min         |
| Höchstgeschwindigkeit | 130 km/h                   | 145 km/h                   |